# Brookslaubsänger

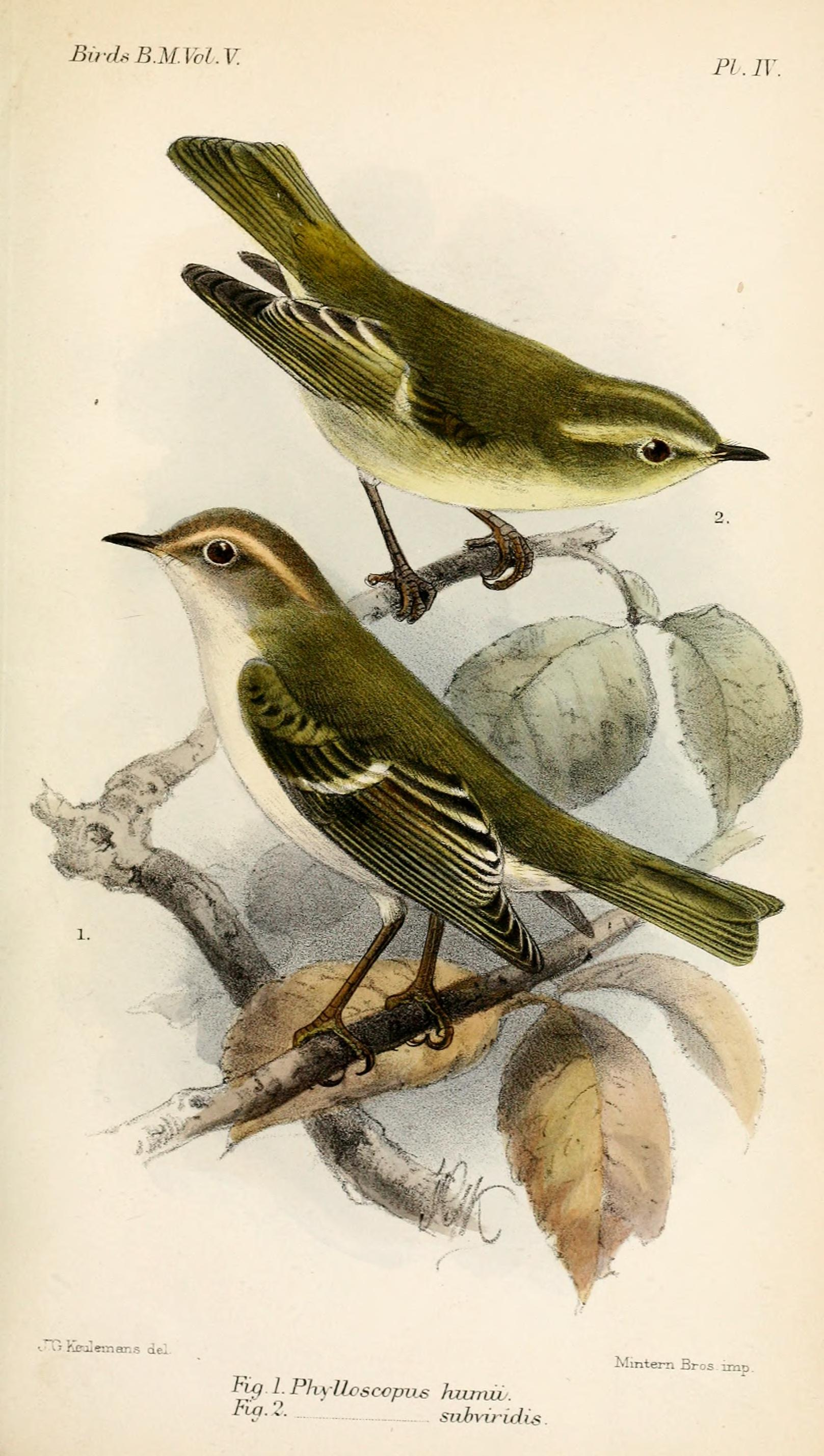
Brookslaubsänger (oben) und Tienschan-Laubsänger (unten)

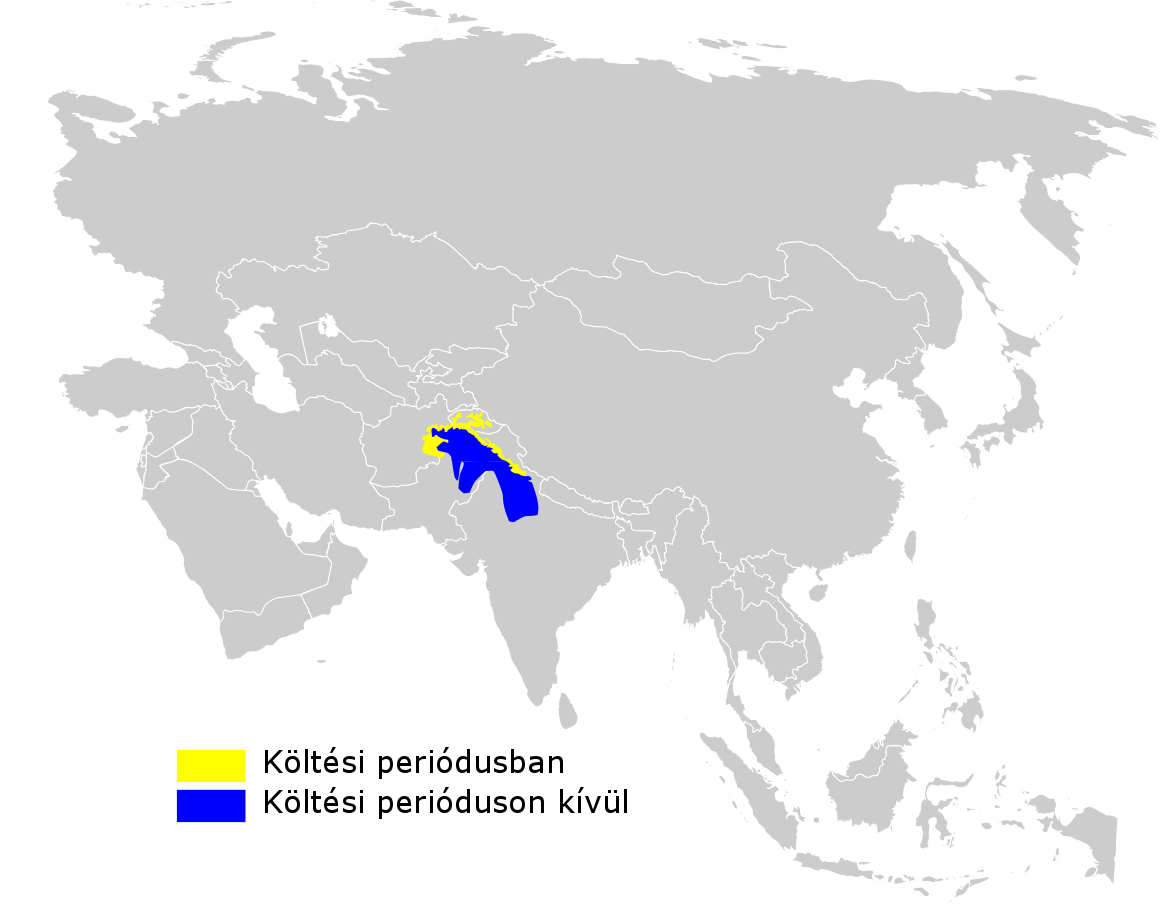
Verbreitungskarte des Brookslaubsängers
Brutgebiete
Überwinterungsgebiete

Der Brookslaubsänger (Phylloscopus subviridis) ist ein Singvogel aus der Gattung der Laubsänger (Phylloscopus) in der Familie der Phylloscopidae.

## Merkmale
Der Brookslaubsänger ist ein olivgrüner, kleiner bis mittelgroßer Laubsänger, der eine Körperlänge von 9 bis 10 Zentimeter und ein Gewicht von 5 bis 6 Gramm erreicht. Er hat einen gut erkennbaren gelben Überaugenstreif und zwei blassgelbe Flügelbinden. Der Schwanz ist leicht gegabelt. Oberseits ist der Brookslaubsänger gelblich oliv oder blass oliv mit grauer Schattierung, unterseits ist er blass gelblich. Der Oberkopf ist düster oliv mit einem undeutlichen gelben Mittelstreif. Die Schirmfedern sind gelblich gesäumt und haben gelbliche Spitzen. Am Bürzel befindet sich ein undeutlicher blasser Fleck. Der Schnabel ist kurz und eher spitz, die Füße recht dunkel und dünn.

## Verbreitung und Gefährdung
Er ist in Afghanistan, Pakistan, im Norden Indiens, Kasachstan, Russland und Turkmenistan (also allgemein Zentralasien) zu finden. Seine natürlichen Lebensräume sind boreale sowie gemäßigte Wälder. Die IUCN stuft ihn als nicht gefährdet (least concern) ein.

## Etymologie und Forschungsgeschichte
William Edwin Brooks beschrieb den Brookslaubsänger unter dem Namen Reguloides subviridis. Das Typusexemplar stammte aus Distrikt Etawah und Distrikt Nagar in Uttar Pradesh. Erst 1826 führte Friedrich Boie für den Fitis (Phylloscopus trochilus) (Linnaeus, 1758) die neue Gattung Phylloscopus ein. Erst später wurde auch der Brookslaubsänger dieser Gattung zugeordnet. Dieser Name leitet sich von den griechischen Wörtern »phyllon, φυλλον« für »Blatt« und »skopos, skopeō σκοπος, σκοπεω« für »Sucher, Suchender, begutachten« ab. Das Artepitheton »subviridis« ist ein lateinisches Wortgebilde aus »sub« für »unten, etwas« und »viridis, virere« für »grün, grün sein«. Der deutsche Name leitet sich von seinem Erstbeschreiber, dem Ornithologen William Edwin Brooks ab.